# Buffalo Fire Appliance Corporation
Buffalo Fire Appliance Corporation war ein Hersteller von Nutzfahrzeugen aus den USA.

## Unternehmensgeschichte
Das Unternehmen wurde 1920 in Buffalo im US-Bundesstaat New York gegründet. Im gleichen Jahr begann die Produktion von Feuerwehrfahrzeugen. Der Markenname lautete zumindest ab 1927 Buffalo. 1948 endete die Fahrzeugproduktion. Danach verliert sich die Spur des Unternehmens.

## Fahrzeuge
Zunächst wurden Fahrgestelle von Reo Motor Car Company und Larrabee-Deyo Motor Truck Company zugekauft. Ab 1927 kamen eigene Fahrgestelle zum Einsatz. Für kleinere Fahrzeuge diente das Ford Modell A als Basis.
Mindestens ein Fahrzeug von 1939 ist erhalten geblieben und in einem Museum ausgestellt.